# سامسونگ آی۸۰۰۰
سامسونگ آی۸۰۰۰ یک‌نمونه از گوشی‌های تلفن همراه سری I شرکت سامسونگ می باشد که توسط همین شرکت به بازار عرضه شده‌است.